# Nancy Thompson
Nancy Thompson es la protagonista de la película de 1984 A Nightmare on Elm Street, del director Wes Craven, interpretada por Heather Langenkamp.

## Características
Es una estudiante de instituto que de repente se ve acosada por un asesino en sus sueños. Tras la muerte de su amiga Tina, investiga acerca de Freddy Krueger.
Durante una terapia del sueño, Nancy descubre que puede sacar cosas de sus sueños si las aferra con fuerza al despertar.
La madre de Nancy, Margaret, junto a otros adultos de Springwood, incendiaron tiempo atrás a Frederick Charles Krueger por haber asesinado a más de una veintena de niños en el vecindario. Fue llevado ante la justicia, pero por problemas técnicos, fue absuelto de todos los cargos, por ese motivo, los padres se tomaron la justicia por su mano.
Nancy, a lo largo de la historia, pierde a dos amigos y a su novio, pero consigue hacer frente a Freddy, preparando trampas por toda su casa, y sacándolo de sus sueños, tal y como aprendió en la terapia del sueño.
Una vez fuera, Freddy siente el dolor, y no es capaz de controlar el curso de los acontecimientos. La chica logrará vencer al monstruo dándole la espalda y negando su existencia, arrebatándole toda su fuerza, pero llevándose consigo la vida de su madre.

## Personalidad
Nancy es una chica decidida, simpática y amigable, que se ve sometida a una gran presión y dilema al vivir en carne propia las aberraciones de Freddy. Los adultos no le creen, y su novio, pese a apoyarla, no está convencido del todo de sus argumentos. Esto lleva a la adolescente a desarrollar una fuerte irritabilidad y violencia reactiva. A esto hay que sumarle la necesidad de no dormir varias noches seguidas. Su madre le dice que ella es una persona impulsiva.
Por suerte, es lo suficientemente valiente como para hacerle frente al problema y superarlo. Demuestra un fuerte carácter en escenas como las de la cocina, en las que discute con su madre acerca de sus sueños y de lo que ella cree de todo.
Podemos observar a Nancy Thompson interpretar 3 películas de Freddy Krueger, en la primera sale victoriosa tras ser la única en derrotar a Freddy Krueger, le dan un descanso en la segunda parte de la película, que suponemos es cuando ella estudia en la universidad y se gradúa, la vemos de vuelta en la tercera película de la secuela, pero esta vez regresa para morir, ya que al final es apuñalada por Freddy y muere en los brazos de Kristen, sin embargo volvemos a ver a Nancy Thompson en la última secuela que es lo que llamamos: Wes Craven's New Nightmare, esta vez interpreta a ella misma como Heather. En resumen, la peor enemiga de Freddy Krueger fue Nancy Thompson.

## Simbolismo
En el filme se aprecia un claro simbolismo enfrentado entre Freddy Krueger y Nancy Thompson.
Un contraste entre un monstruo, y una heroína bella. Ambos se enfrentan y se cruzan varias veces en la historia, y siempre sale ella vencedora. Todo conforma una especie de desafío y batalla personal entre la bella y la bestia. Entre el bien y el mal.

## Adaptación
En el film del 2010, el nombre de Nancy es Nancy Holbrook. En esta entrega, Nancy fue una niña que fue abusada por Freddy Krueger, el jardinero de la escuela de preescolar; junto con otros niños, hasta que los padres de estos quemaron vivo a Krueger. Con 18 años, ella ya ha olvidado el pasado de su infancia, pero vuelve a ser atormentada porque Freddy ha vuelto en los sueños, pero con el rostro quemado y un guante con cuchillas fabricado por él. Entonces, con la ayuda de Quentin, su novio, amigo y también víctima de Freddy cuando era pequeño, lo sacan del mundo de los sueños para decapitarlo y acabar con él de una vez por todas. Pero no sirve de nada, ya que Krueger mata a su madre al final de la película.
- Datos: Q2713404